# Косон (Кёнсан-Намдо)
Косо́н (кор. 고성군?, 固城郡?, Goseong-gun) — уезд в провинции Кёнсан-Намдо, Южная Корея.

## История
В 737 году на месте современного Косона находился уезд Коджа (тогда эта территория входила в состав государства Силла). В 757 году название было сменено на Косон. В 1018 году, в эпоху династии Корё, уезд Косон изменил статус административной единицы с гун на хён. Снова гуном (уездом) Косон стал только в 1895 году, после административной реформы.

## География
Косон расположен на южной оконечности Корейского полуострова. На его территории ландшафт достаточно разнообразен — от узкой береговой линии на юге, до гор на севере. Уезд граничит с Кодже, Сачхоном, Тхонъёном, Масаном и Чинджу.
Горные цепи протянулись с северо-востока на юго-запад уезда. Северо-западная часть топографически выше северо-западной. Через Косон не протекают большие реки и высота гор невелика, поэтому местность пригодна для сельского хозяйства.
Климат уезда более тёплый, чем климат остальной части Корейского полуострова, поскольку находится под значительным влиянием океана. Среднегодовая температура в период с 1992 по 2001 составила 15,4 ℃, максимальная температура была зарегистрирована 21 июля 1994 года (39,5℃), минимальная температура была зарегистрирована 15 января 2001 года ( — 14,7 ℃). Среднегодовое количество осадков за тот же период — 1536,8 мм, из которых половина выпадает в период дождей с июня по август. Зима сухая, среднее количество осадков в декабре составляет всего 30 мм.

## Административное деление
Косон административно делится на 1 ып и 13 мёнов:

| Название  | Хангыль | Площадь, км² | Население, чел | Внутреннее деление |
| --------- | ------- | ------------ | -------------- | ------------------ |
| Косонып   | 고성읍  | 44,11        | 24 001         | 17 ри              |
| Йономён   | 영오면  | 22,77        | 1 800          | 7 ри               |
| Йонхёнмён | 영현면  | 32,17        | 1 102          | 8 ри               |
| Корюмён   | 거류면  | 36,57        | 4 863          | 9 ри               |
| Куманмён  | 구만면  | 22,22        | 1 229          | 6 ри               |
| Кэчхонмён | 개천면  | 40,44        | 1 459          | 9 ри               |
| Мааммён   | 마암면  | 33,7         | 2 245          | 9 ри               |
| Самсанмён | 삼산면  | 34,94        | 2 064          | 6 ри               |
| Саннимён  | 상리면  | 45,99        | 1 899          | 9 ри               |
| Тонхэмён  | 동해면  | 53,4         | 4 080          | 9 ри               |
| Тэгамён   | 대가면  | 52,26        | 1 818          | 9 ри               |
| Хаильмён  | 하일면  | 30,99        | 2 261          | 7 ри               |
| Хаимён    | 하이면  | 37,84        | 3 132          | 8 ри               |
| Хвехвамён | 회화면  | 29,64        | 4 268          | 6 ри               |

## Туризм и достопримечательности
- Объекты нематериального культурного наследия: танец огвандэ и народная песня крестьян косон ноннё.[4]
- Буддийские храмы эпохи расцвета корейского буддизма (период государства Силла), среди которых крупнейшими являются храмы Окчхонса и Унхынса (VII век).[5]
- Следы динозавров в Тонмённи. В 2002 году Южной Кореей была подана заявка на включение мест находок следов динозавров в Косоне и других соседних уездах юга Корейского полуострова в список Всемирного наследия ЮНЕСКО.[6]
- Косонский музей динозавров. Здание музея имеет четыре этажа общей площадью 3,4 тыс. м². Экспозиция включает 96 скелетов, окаменелостей и моделей различных представителей фауны прошлого. Помимо собственно палеонтологического музея, имеется тематический парк и аттракционы.[7]

## Символы
Как и остальные города и уезды в Южной Корее, Косон имеет ряд символов:
- Дерево: гингко — символизирует долголетие и процветание.
- Цветок: хризантема — символизирует богатство и стабильность.
- Птица: сорока — символизирует удачу и хорошие новости.
- Маскот: весёлый игуанодон, символизирует археологическую привлекательность региона.